# WTA Austrian Open 1992
Il WTA Austrian Open 1992 è stato un torneo di tennis giocato sulla terra rossa. È stata la 21ª edizione del torneo, che fa parte della categoria Tier IV nell'ambito del WTA Tour 1992. Si è giocato a Kitzbühel in Austria, dal 6 al 12 luglio 1992.

## Campionesse

### Singolare
Conchita Martínez ha battuto in finale  Manuela Maleeva-Fragnière con il punteggio di 6–0, 3–6, 6–2

### Doppio
Florencia Labat /  Alexia Dechaume-Balleret hanno battuto in finale  Amanda Coetzer /  Wiltrud Probst con il punteggio di 6–3, 6–3